# Saint-Hilaire (Alta Garona)
Saint-Hilaire é uma comuna francesa na região administrativa de Occitânia, no departamento de Alta Garona. Estende-se por uma área de 6,33 km². Em 2010 a comuna tinha 1 302 habitantes (densidade: 205,7 hab./km²).